# Fausses Rumeurs
Pour les articles homonymes, voir Gossip.
Ne doit pas être confondu avec Commérages.
Pour plus de détails, voir Fiche technique et Distribution.
Fausses Rumeurs ou Commérages au Québec (Gossip) est un film américain réalisé par Davis Guggenheim en 2000.

## Synopsis
Derrick, Travis et Jones décident de répandre une rumeur pour observer la façon dont elle se répandra. Le résultat dépasse largement ce à quoi ils s'attendaient.

## Fiche technique
- Titre français : Fausses Rumeurs
- Titre québécois : Commérages
- Titre original : Gossip
- Scénario : Gregory Poirier, Theresa Rebeck (en)
- Costumes : Louise Mingenbach
- Production : NPV Entertainment, Outlaw Productions, Village Roadshow Pictures, Warner Bros. Pictures
- Durée : 90 minutes
- Budget : 14 millions de dollars
- Pays :  États-Unis
- Langue : anglais / italien
- Couleur : DeLuxe
- Aspect Ratio : 2.35 : 1
- Son : DTS / Dolby Digital / SDDS
- Classification : France : U / États-Unis : R (contenu sexuel en actes et en paroles, violence).
- Dates de sortie :
  - États-Unis : 18 avril 2000 (première) / 21 avril 2000 (sortie nationale)
  - France : 23 août 2000

## Distribution
- James Marsden (VF : Damien Boisseau ; VQ : Martin Watier) : Derrick Webb
- Lena Headey (VQ : Christine Bellier) : Cathy Jones
- Norman Reedus (VF : Cédric Dumond ; VQ : Hugolin Chevrette) : Travis
- Kate Hudson (VF : Laurence Sacquet ; VQ : Camille Cyr-Desmarais) : Naomi Preston
- Eric Bogosian (VF : Joël Martineau ; VQ : Mario Desmarais) : Le professeur Goodwin
- Edward James Olmos (VF : Gabriel Le Doze ; VQ : Jean-Marie Moncelet) : L'inspecteur Curtis
- Joshua Jackson (VF : Lionel Melet ; VQ : Patrice Dubois) : Beau Edson
- Sharon Lawrence (VF : Caroline Beaune ; VQ : Johanne Garneau) : L'inspecteur Kelly
- Marisa Coughlan (VQ : Céline Furi) : Sheila
- Norma Dell'Agnese (VF : Virginie Ledieu) : La secrétaire du lycée

## Box-office
- États-Unis : 5 108 820 dollars [1]
- France : 115 740 entrées[2]
- Mondial : 12 591 270 dollars [1]